# Leopold Mathäus Delhez
Leopold Mathäus Delhez (* 14. Juni 1879 in Malmedy; † 27. Januar 1943 im KZ Dachau) war ein deutsch-belgischer römisch-katholischer Geistlicher und Märtyrer.

## Leben
Leopold Mathäus Delhez wuchs im französischsprachigen, politisch aber preußischen, Malmedy auf. Am 15. März 1902 wurde er in Köln zum Priester geweiht. Er wirkte als Kaplan in St. Severin (Köln) und Herz-Jesu-Kirche (Köln) und ab 1912 als Pfarrer in Agathaberg (heute Ortsteil von Wipperfürth). 1930 wurde er Pfarrer des 25 km östlich von Malmedy gelegenen belgischen Ortes Mürringen. Seine Opposition gegen den Nationalsozialismus wurde für ihn gefährlich, als dieser Teil Belgiens 1940 an das Deutsche Reich angegliedert wurde. Am 19. Mai 1942 wurde er auf Denunziation hin von der Gestapo verhaftet und über das Aachener Gefängnis Adalbertsteinweg am 21. August 1942 in das KZ Dachau gebracht. Dort starb er am 27. Januar 1943 an einer Ruhrepidemie im Alter von 63 Jahren.

## Gedenken
Die Römisch-katholische Kirche in Deutschland hat Leopold Mathäus Delhez als Märtyrer aus der Zeit des Nationalsozialismus in das deutsche Martyrologium des 20. Jahrhunderts aufgenommen.